# Морская кампания в Ла-Манше (1338—1339)
Морская кампания в Ла-Манше (1338—1339) — серия рейдов, проведенных зарождавшимся французским флотом, и многочисленных набегов пиратов против английских городов, судов и островов в Ла-Манше, которые вызвали массовую панику и причинили ущерб и финансовые потери региону на ранних этапах Столетней войны.

## Финансовые проблемы
В 1338 году французское правительство столкнулось с серьёзной угрозой с двух сторон. На юге, с английских территорий Гасконь и Аквитания, проводились набеги на французские земли, граница была плохо определена, и полагаться следовало больше на лояльность местного населения, чем на обозначения границ на картах. На северо-востоке ситуация была ещё более мрачной: финансируемые англичанами войска Эно, Брабанта и даже Священной Римской империи готовили вторжение в северные провинции Франции.
Однако король Эдуард III, лидер анти французской коалиции, имел одну очень серьёзную проблему. Несмотря на огромные доходы англичан от контроля шерстяной промышленности, их казна была пуста. Без английского финансирования коалиция могла развалиться, но огромные деньги требовались и на содержание армии во Фландрии. Уже с 1338 года английский король не мог продолжать борьбу без заимствования огромных сумм у итальянских банкиров (впоследствии он их не вернул, чем спровоцировал финансовый крах в Италии). Догадываясь о финансовых трудностях англичан, французы решили перейти к тактике разорения английских портов и захвата судов, чтобы король Эдуард был вынужден отказаться от планов вторжения на континент.

## Портсмут и Джерси
В начале февраля 1338 года король Филипп VI назначил новым адмиралом Франции Николя Бегюше, который ранее служил в качестве казенного чиновника, а теперь получил задачу вести экономическую войну против Англии. 24 марта Бегюше начал свою кампанию, приведя большой флот малых прибрежных судов через Ла-Манш из Кале в Те-Солент, где французы высадились и сожгли стратегически важный порт Портсмут. Город был не укреплен и не защищен, а французы вошли в гавань под английскими знаменами. Разорение Портсмута стало катастрофой для Эдуарда: были сожжены как торговые суда, так и дома, магазины и доки, а не сумевшие бежать жители были убиты или захвачены в качестве рабов.
Далее французский флот отплыл на Нормандские острова, которые уже пострадали от незначительных набегов в предыдущем году. Французы разорили всю восточную часть острова Джерси, только Мон-Оргёйль уцелел. Рейд был предсказан офицерами английской разведки, но защитные меры оказались крайне неэффективными.

### Пиратство
Этот рейд вызвал панику в общинах южной Англии и спровоцировал ряд дорогих защитных мер предосторожности вдоль береговой линии, что снизило вероятность высадки англичан на континенте. Дальние уголки английского побережья, Девон и Корнуолл, отказались поставлять любые материалы или деньги на войну в течение оставшейся части года, настаивая на том, что все ресурсы необходимы им самим для защиты от рейдов. Такие меры предосторожности не были напрасны: услышав о слабости английского побережья, десятки купцов и авантюристов Нормандии, Пикардии и Бретани занялись пиратством вдоль английского побережья. Пиратство также повлияло на другой театр военных действий: французские и кастильские корабли нападали на суда, перевозившие зерно и жалование солдатам в Аквитании, и их потеря поставила Бордо и всю область на грань бунта.

## Гернси и Саутгемптон
Кампания в море начались в сентябре, когда большой французский и итальянский флот вновь атаковал Нормандские острова под руководством Робера Бертрана, маршала Франции. Остров Сарк, которому был нанесен серьёзный ущерб за год до того, пал без боя, а Гернси был захвачен после короткого сопротивления. Остров был в значительной степени незащищенным, так как большая часть гарнизона была переведена на Джерси, чтобы предотвратить ещё одно нападение на него, а те немногие солдаты, которые были отправлены на Гернси и Сарк, были захвачены в плен в море. Посланники с островов также были захвачены, благодаря чему английское правительство в течение недели не знало о падении островов. На Гернси замки Корнет и Вейл были единственными точками сопротивления французам. Однако и они капитулировали, а их гарнизоны были преданы смерти. Краткое военно-морское сражение между прибрежными и рыболовными судами с одной стороны и итальянскими галерами — с другой привело, несмотря на потерю двух итальянских судов, к разгрому островитян с тяжелыми потерями. Гернси оставался французским некоторое время, но после поражения при Слёйсе французы решили, что не смогут его защитить и оставили остров.
Следующей целью для Бегюше и Кирье стали линии снабжения между Англией и Фландрией. Собрав более 40 больших кораблей в Арфлёре и Дьеппе, они атаковали небольшой английский флот у Арнемёйдена. Пять крупных галер, перегруженных товарами, потонули, а остальные корабли французы включили в состав своего флота. 5 октября французский флот, подкрепленный итальянскими и кастильскими наемниками, блокировали порт Саутгемптон с суши и моря. Стены города были старыми и ненадежными, денег на их ремонт долго не выделялось. Большая часть ополчения и горожан в панике бежали в сельскую местность, только гарнизон замка держал оборону в течение короткого время, пока итальянцы не прорвали оборону и не взяли город. Как и Портсмут, Саутгемптон был сожжен и разграблен, захваченные товары и пленники были отправлены во Францию.

## 1339 год
Ранняя зима заставила французов взять паузу, что стратегически изменило соотношение сил в Канале. За зиму английские города подготовили организованные вооруженные формирования, чтобы отгонять налетчиков. Ответственность за подготовку ополченцев была возложена на графов, которые лично отвечали за безопасность береговой линии. Хотя пиратство на море оставалось серьёзной проблемой, крупномасштабные французские рейды были завершены. Нападение на Джерси потерпело неудачу, так как остров был уже слишком сильно защищен, нападения на Харидж, вновь Саутгемптон и Плимут были отбиты с большими потерями. Наемники французского войска не желали рисковать и вступать в крупномасштабный бой. Гастингс был сожжен дотла, но на тот момент это была скорее рыбацкая деревня, чем порт. Объединённый французский флот снизошел до нападения на рыбацкие лодки и выставление напоказ тел убитых рыбаков на улицах Кале.
Английский флот также был укреплен за зиму и начал нападать на французские корабли. Однако наемные капитаны флота решили, что более выгодно грабить фламандских конвои союзников Эдуарда, чем французские суда, что вынудило короля Англии с позором уплатить наемникам огромную сумму компенсации. В июле 67 французских и наемных кораблей попытались атаковать Пять портов. Экспедиция была встречена организованной милицией в Сэндвиче и повернула к Раю, сжигая небольшие деревни на пути, но не имея возможности атаковать укрепленные города. Там английский флот под руководством Роберта Морли догнал их, заставив французские силы отступить через Канал. Эта паника затронула генуэзских наемников, которые составляли самую опытную часть французского флота, и они требовали большей оплаты. Король Филипп VI ответил заключением в тюрьму пятнадцати их главарей, после чего остальные вернулись в Италию, что лишило французов лучших моряков и кораблей, а также двух третей самого флота.

### Английский реванш
Узнав об уходе генуэзских наемников из французского флота, Морли повел свой флот к побережью Франции, сжег города Олт и Ле-Трепор, опустошил несколько деревень и спровоцировал панику, похожую на панику англичан после разграбления Саутгемптона. Кроме того, он застал врасплох и уничтожил французский флот в гавани Булони. Английский и фламандские купцы снарядили свои корабли для набегов, и вскоре прибрежные французские деревни вдоль северного и даже западного побережья оказались под угрозой. Фламандский флот также был активен и сжег важный порт Дьепп в сентябре. Эти успехи восстановили боевой дух в Англии, однако не повлияли на исход войны: континентальная экономика Франции могла выжить под набегами с моря с большим успехом, чем морская экономика Англии. В следующем году в битве при Слёйсе англичане разгромили французский флот, что вновь вернуло им возможность угрожать французам высадкой на континенте сразу в нескольких точках.